# Vinnie Jones
Vincent Peter "Vinnie" Jones (n. 5 ianuarie 1965) este un actor britanic și fost jucător de fotbal profesionist.
Născut în Watford, Hertfordshire, Vinnie Jones a reprezentat ca jucător, echipa națională de fotbal a Țării Galilor, fiind desemnat și căpitan al ei. În componența "Găștii nebune", Jones a câștigat Cupa Angliei în 1988 cu Wimbledon, club pentru care el a jucat peste 200 de meciuri între 1986 și 1998. De asemenea el anterior a mai jucat pentru Chelsea și Leeds United.
El a profitat de imaginea de tip dur ca fotbalist și este cunoscut și ca actor pentru stilul său agresiv și comportament intimidant, de multe ori fiind selectat în roluri de antrenori, huligani și criminali violenți.
În 1998 a debutat ca actor în pelicula Lock, Stock and Two Smoking Barrels de Guy Ritchie, iar peste un an s-a retras definitiv din fotbalul profesionist dedicându-se cinematografiei. De atunci, el a apărut în peste 25 de filme ca Snatch, X-Men: The Last Stand, unde a jucat rolul lui Juggernaut.

## Viața personală
Pe durata carierei sale, Vinnie Jones locuia în Dronfield, lângă Sheffield. El s-a însurat cu Tanya Terry (n. 1966) în 1994 la Watford. Ea avea o fiică de la primul său soț, fotbalistul Steve Terry. Fiul lui a intrat în Armata Britanică, pe care a terminat-o în 2008, iar în prezent activează ca salvamar. Jones, soția lui, și fiica ei locuiesc în Los Angeles.

## Meciuri internaționale
| \| Data \| Locația \| Echipa gazdă \| Scor \| Echipa oaspete \| Competiția \| Goluri marcate \| \| ---------- \| ---------- \| ------------- \| ---- \| -------------- \| ------------------------ \| -------------- \| \| 14-12-1994 \| Cardiff \| Țara Galilor \| 0-3 \| Bulgaria \| Preliminariile EURO 1996 \| 0 \| \| 29-03-1995 \| Sofia \| Bulgaria \| 3-1 \| Țara Galilor \| Preliminariile EURO 1996 \| 0 \| \| 26-04-1995 \| Düsseldorf \| Germania \| 1-1 \| Țara Galilor \| Preliminariile EURO 1996 \| 0 \| \| 07-06-1995 \| Cardiff \| Țara Galilor \| 0-1 \| Georgia \| Preliminariile EURO 1996 \| 0 \| \| 24-04-1996 \| Lugano \| Elveția \| 1-0 \| Țara Galilor \| Amical \| 0 \| \| 09-11-1996 \| Eindhoven \| Țările de Jos \| 7-1 \| Țara Galilor \| Calificările FIFA 1998 \| 0 \| \| 14-12-1996 \| Cardiff \| Țara Galilor \| 0-0 \| Turcia \| Calificările FIFA 1998 \| 0 \| \| 11-02-1997 \| Cardiff \| Țara Galilor \| 0-0 \| Irlanda \| Amical \| 0 \| \| 29-03-1997 \| Cardiff \| Țara Galilor \| 1-2 \| Belgia \| Calificările FIFA 1998 \| 0 \| \| Total \| \| Prezențe \| 9 \| \| Goluri \| 0 \| |            |               |      |                |                          |                |
| Data | Locația    | Echipa gazdă  | Scor | Echipa oaspete | Competiția               | Goluri marcate |
| 14-12-1994 | Cardiff    | Țara Galilor  | 0-3  | Bulgaria       | Preliminariile EURO 1996 | 0              |
| 29-03-1995 | Sofia      | Bulgaria      | 3-1  | Țara Galilor   | Preliminariile EURO 1996 | 0              |
| 26-04-1995 | Düsseldorf | Germania      | 1-1  | Țara Galilor   | Preliminariile EURO 1996 | 0              |
| 07-06-1995 | Cardiff    | Țara Galilor  | 0-1  | Georgia        | Preliminariile EURO 1996 | 0              |
| 24-04-1996 | Lugano     | Elveția       | 1-0  | Țara Galilor   | Amical                   | 0              |
| 09-11-1996 | Eindhoven  | Țările de Jos | 7-1  | Țara Galilor   | Calificările FIFA 1998   | 0              |
| 14-12-1996 | Cardiff    | Țara Galilor  | 0-0  | Turcia         | Calificările FIFA 1998   | 0              |
| 11-02-1997 | Cardiff    | Țara Galilor  | 0-0  | Irlanda        | Amical                   | 0              |
| 29-03-1997 | Cardiff    | Țara Galilor  | 1-2  | Belgia         | Calificările FIFA 1998   | 0              |
| Total |            | Prezențe      | 9    |                | Goluri                   | 0              |

### Club
| Performanța de club | Performanța de club | Performanța de club | Campionat | Campionat | Cupă    | Cupă   | Cupa Ligii | Cupa Ligii | Continental | Continental | Total   | Total  |
| Sezon               | Club                | Liga                | Meciuri   | Goluri    | Meciuri | Goluri | Meciuri    | Goluri     | Meciuri     | Goluri      | Meciuri | Goluri |
| Anglia              | Anglia              | Anglia              | Campionat | Campionat | Cupă    | Cupă   | Cupa Ligii | Cupa Ligii | Europa      | Europa      | Total   | Total  |
| ------------------- | ------------------- | ------------------- | --------- | --------- | ------- | ------ | ---------- | ---------- | ----------- | ----------- | ------- | ------ |
| 1986–87             | Wimbledon           | First Division      | 22        | 4         |         |        |            |            |             |             |         |        |
| 1987–88             | Wimbledon           | First Division      | 24        | 2         |         |        |            |            |             |             |         |        |
| 1988–89             | Wimbledon           | First Division      | 31        | 3         |         |        |            |            |             |             |         |        |
| 1989–90             | Leeds United        | Second Division     | 45        | 5         |         |        |            |            |             |             |         |        |
| 1990–91             | Leeds United        | First Division      | 1         | 0         |         |        |            |            |             |             |         |        |
| 1990–91             | Sheffield United    | First Division      | 31        | 2         |         |        |            |            |             |             |         |        |
| 1991–92             | Sheffield United    | First Division      | 4         | 0         |         |        |            |            |             |             |         |        |
| 1991–92             | Chelsea             | First Division      | 35        | 3         |         |        |            |            |             |             |         |        |
| 1992–93             | Chelsea             | Premier League      | 7         | 1         |         |        |            |            |             |             |         |        |
| 1992–93             | Wimbledon           | Premier League      | 27        | 1         |         |        |            |            |             |             |         |        |
| 1993–94             | Wimbledon           | Premier League      | 33        | 2         |         |        |            |            |             |             |         |        |
| 1994–95             | Wimbledon           | Premier League      | 33        | 3         |         |        |            |            |             |             |         |        |
| 1995–96             | Wimbledon           | Premier League      | 31        | 3         |         |        |            |            |             |             |         |        |
| 1996–97             | Wimbledon           | Premier League      | 29        | 3         |         |        |            |            |             |             |         |        |
| 1997–98             | Wimbledon           | Premier League      | 24        | 0         |         |        |            |            |             |             |         |        |
| 1997–98             | Queens Park Rangers | First Division      | 7         | 1         |         |        |            |            |             |             |         |        |
| 1998–99             | Queens Park Rangers | First Division      | 2         | 0         |         |        |            |            |             |             |         |        |
| Career total        | Career total        | Career total        | 386       | 33        |         |        |            |            |             |             |         |        |

## Filmografie
| An   | Titlu                               | Rol                   | Note              |
| ---- | ----------------------------------- | --------------------- | ----------------- |
| 1998 | Lock, Stock and Two Smoking Barrels | Big Chris             |                   |
| 2000 | Snatch                              | Bullet Tooth Tony     |                   |
| 2000 | Gone in 60 Seconds                  | Sphinx                |                   |
| 2001 | Swordfish                           | Marco                 |                   |
| 2001 | Mean Machine                        | Danny Meehan          |                   |
| 2002 | Night at the Golden Eagle           | Rodan                 |                   |
| 2004 | The Big Bounce                      | Lou Harris            |                   |
| 2004 | Tooth                               | The Extractor         |                   |
| 2004 | EuroTrip                            | Mad Maynard           |                   |
| 2004 | Blast                               | Michael Kittredge     |                   |
| 2004 | Survive Style 5+                    | Killer                |                   |
| 2005 | Number One Girl                     | Dragos Molnar         |                   |
| 2005 | Hollywood Flies                     | Sean                  | (TV film)         |
| 2005 | Slipstream                          | Winston Briggs        |                   |
| 2005 | Submerged                           | Henry                 |                   |
| 2005 | Mysterious Island                   | Bob                   | (TV film)         |
| 2006 | Johnny Was                          | Johnny Doyle          |                   |
| 2006 | She's the Man                       | Coach Dinklage        |                   |
| 2006 | Played                              | Detective Brice       |                   |
| 2006 | The Other Half                      | Trainer               |                   |
| 2006 | X-Men: The Last Stand               | Cain Marko/Juggernaut |                   |
| 2006 | Garfield: A Tail of Two Kitties     | Rommel                | (voice)           |
| 2007 | 7–10 Split                          | Roddy                 |                   |
| 2007 | Strength and Honour                 | Smasher O'Driscoll    |                   |
| 2007 | The Riddle                          | Mike Sullivan         |                   |
| 2007 | The Condemned                       | Ewan McStarley        |                   |
| 2007 | Tooth & Nail                        | Mongrel               |                   |
| 2008 | Loaded                              | Mr. Black             |                   |
| 2008 | Hell Ride                           | Billy Wings           |                   |
| 2008 | The Midnight Meat Train             | Mahogany              |                   |
| 2009 | The Heavy                           | Dunn                  |                   |
| 2009 | The Bleeding                        | Cain                  |                   |
| 2009 | The Ballad of G.I. Joe              | Destro                | Video short       |
| 2009 | Piers Morgan's Life Stories         | Himself               | TV Interview Show |
| 2009 | Assault of Darkness                 | Mr. Hunter            |                   |
| 2009 | Year One                            | Sargon                |                   |
| 2009 | Not Another Not Another Movie       | Nancy                 |                   |
| 2010 | You May Not Kiss the Bride          | Brick                 |                   |
| 2010 | Smokin' Aces 2: Assassins' Ball     | McTeague              |                   |
| 2010 | Age of the Dragons                  | Stubbs                |                   |
| 2010 | Locked Down                         | Anton Vargas          |                   |
| 2010 | Magic Boys                          | Jack Varga            |                   |
| 2010 | Kill the Irishman                   | Keith Ritson          |                   |
| 2011 | The Cape                            | Scales                | Television series |
| 2011 | Blood Out                           | Zed                   |                   |
| 2011 | Liquidator                          | Killer                | Kazakhfilm        |
| 2012 | Madagascar 3: Europe's Most Wanted  | Freddie The Dog       | Voice Role        |
| 2012 | Fire with Fire                      | Boyd                  |                   |
| 2012 | Hijacked                            | Joe Ballard           |                   |
| 2013 | Elementary                          | Sebastian Moran       | Television series |
| 2013 | Escape Plan                         | Drake                 |                   |
| 2013 | The 34th Battalion                  | Lieutenant Colonel    |                   |
| 2013 | Company of Heroes                   | Brent Willoughby      |                   |
| 2014 | Extraction                          | Ivan Rudovsky         |                   |
| 2014 | Redirected                          | Golden Pole           |                   |

- Blood of Redemption - În compania răzbunării (2013)
- Absolution (2014)
- Titanium (2014)

## Discografie

### Albume
- 2002: "Respect"

### Single-uri
- "Wooly Bully" (1993)